# オリスト
オリスト (Orist) は、フランス南西部のヌーヴェル＝アキテーヌ地域圏ランド県に属するコミューン。

## 行政
- 市長：アンドレ・ラフィート（André Lafitte、2008年から2014年まで）

## 人口の推移
| 1962年 | 1968年 | 1975年 | 1982年 | 1990年 | 1999年 | 2006年 |
| ------ | ------ | ------ | ------ | ------ | ------ | ------ |
| 450    | 466    | 440    | 480    | 503    | 537    | 631    |

INSEEより。